# St.-Marien-Kirche (Köln-Fühlingen)

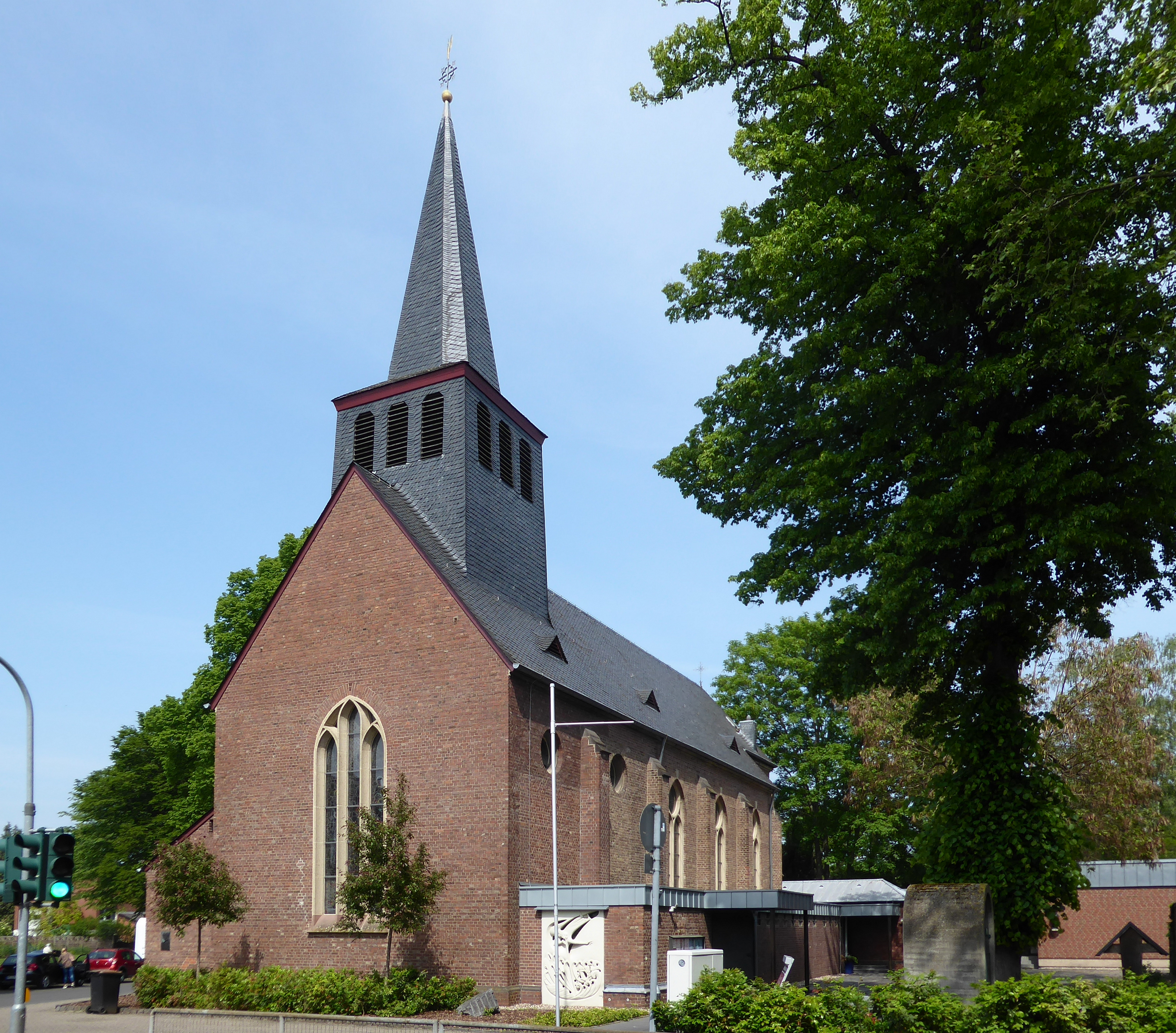
St. Marien

Die St.-Marien-Kirche ist ein neugotischer römisch-katholischer Kirchenbau am Dorfrand des Kölner Stadtteils Fühlingen in Nordrhein-Westfalen. Sie gehört zum Pfarrverband St. Pankratius Am Worringer Bruch.

## Geschichte
Als 1884 die Kölner Bankiersfamilie von Oppenheim einen großen Teil der Fühlinger Heide gekauft und dort ein Gestüt mit Pferderennbahn errichtet hatte, wurde aus dem Erlös 1887 die St.-Marien-Kirche erbaut. Die Pläne stammten von den Architekten Carl Rüdell und Richard Odenthal, die später auch die Agneskirche errichteten.
Josef Frings, späterer Erzbischof, Kardinal und Ehrenbürger von Köln, war hier von 1915 bis 1922 als Pfarrrektor tätig.
1934 wurde die Kirche nach Westen hin erweitert. Das niedrige Seitenschiff wurde 1962 hinzugefügt.
An der Außenwand der Westseite wurde 1964 das Betonrelief eines apokalyptischen Engels eingelassen. Es stammt von der Bildhauerin Anne Henecka.

## Ausstattung

### Kirchenfenster

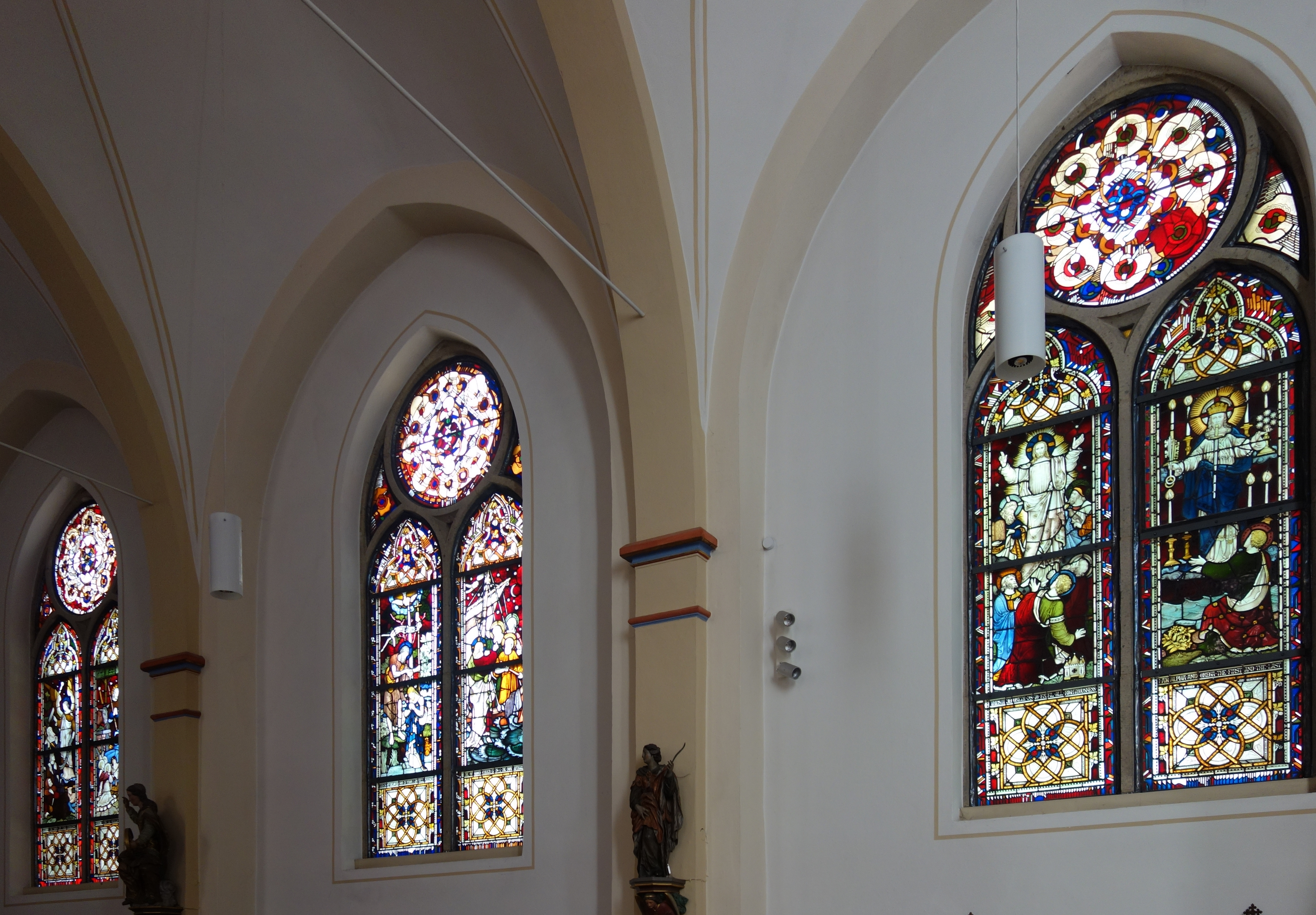
Kirchenfenster

Die großen Spitzbogenfenster wurden 1830 und 1894 für eine englische Kirche hergestellt und gelangten nach deren Abriss 1987 nach Fühlingen. Ursprünglich stammten alle seitlichen Scheiben aus einem einzigen großen Fenster, welches für den Einbau in St. Marien zerlegt und in mehrere Fenster aufgeteilt wurde; fehlende Flächen wurden dabei ergänzt.
Sämtliche Fenster stellen Szenen aus dem Neuen Testament dar, angefangen bei der Verkündigung des Herrn bis hin zur Bekehrung des Saulus. Die modernen Chorfenster zeigen marianische Themen, während auf den kleinen Scheiben des Seitenschiffes einzelne Bilder der Lauretanischen Litanei zu sehen sind.

### Hochaltar und Tabernakel

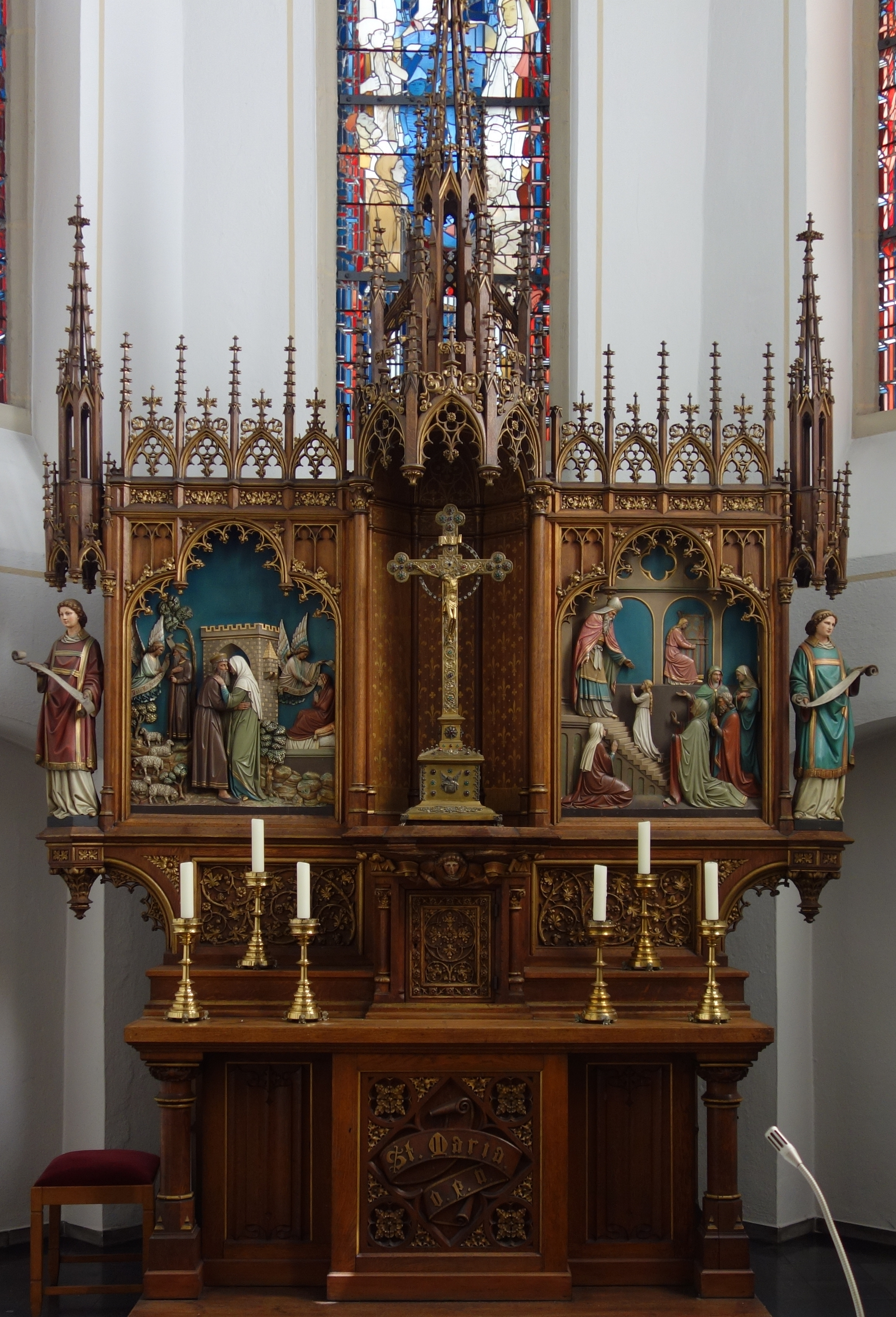
Hochaltar

Der neugotische Hochaltar wurde 1976 von der Pfarrgemeinde St. Joseph in Viersen erworben.
Der 1962 errichtete moderne Tabernakel auf der linken Seite des Kirchenschiffs ist ebenfalls ein Werk der Künstlerin Anne Henecka. Dort befinden sich Elfenbeintafeln, welche Szenen des Alten und Neuen Testamentes zeigen.

### Statuen
Rechts vom Chor befindet sich eine gotische Marienfigur. Das Jesuskind wurde 1985 anlässlich der Kirchenrenovierung von dem Brühler Bildhauer Heinrich Hofmann geschnitzt. Die barocke Statue des heiligen Sebastian und die Sakristeiglocke gehörten ursprünglich zu der alten Kapelle am Roggendorfer Weg, die beim Neubau der Kirche abgerissen wurde.
Aus dem Nachlass von Pfarrer Albert Paessens, der fast alle heute vorhandenen Ausstattungsstücke der Kirche erwarb, stammen unter anderem eine im Jahr 2000 erworbene gotische Antonius-Skulptur sowie eine barocke Plastik des heiligen Judas Thaddäus.

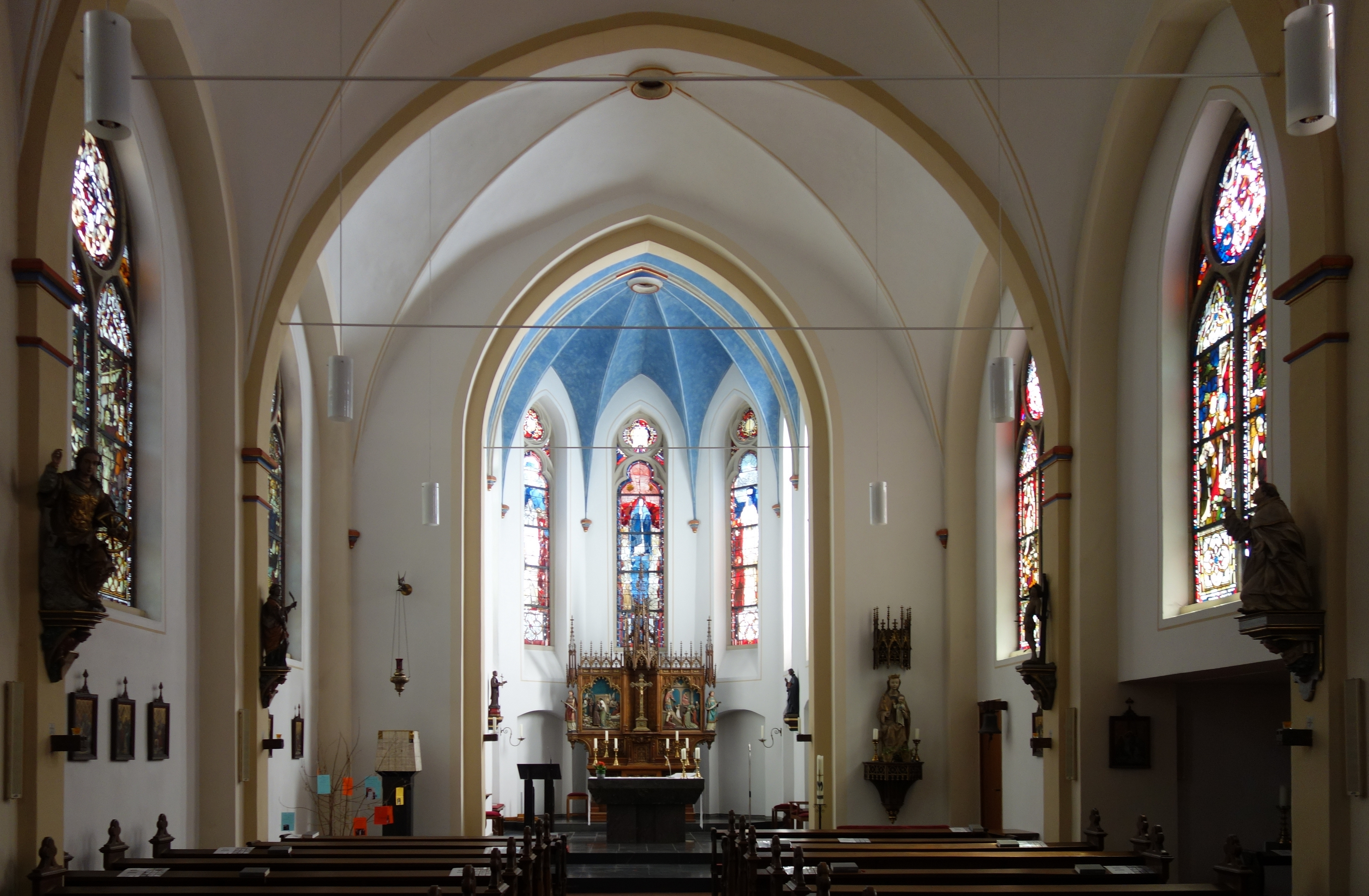
Innenraum mit Blick auf den Hochaltar
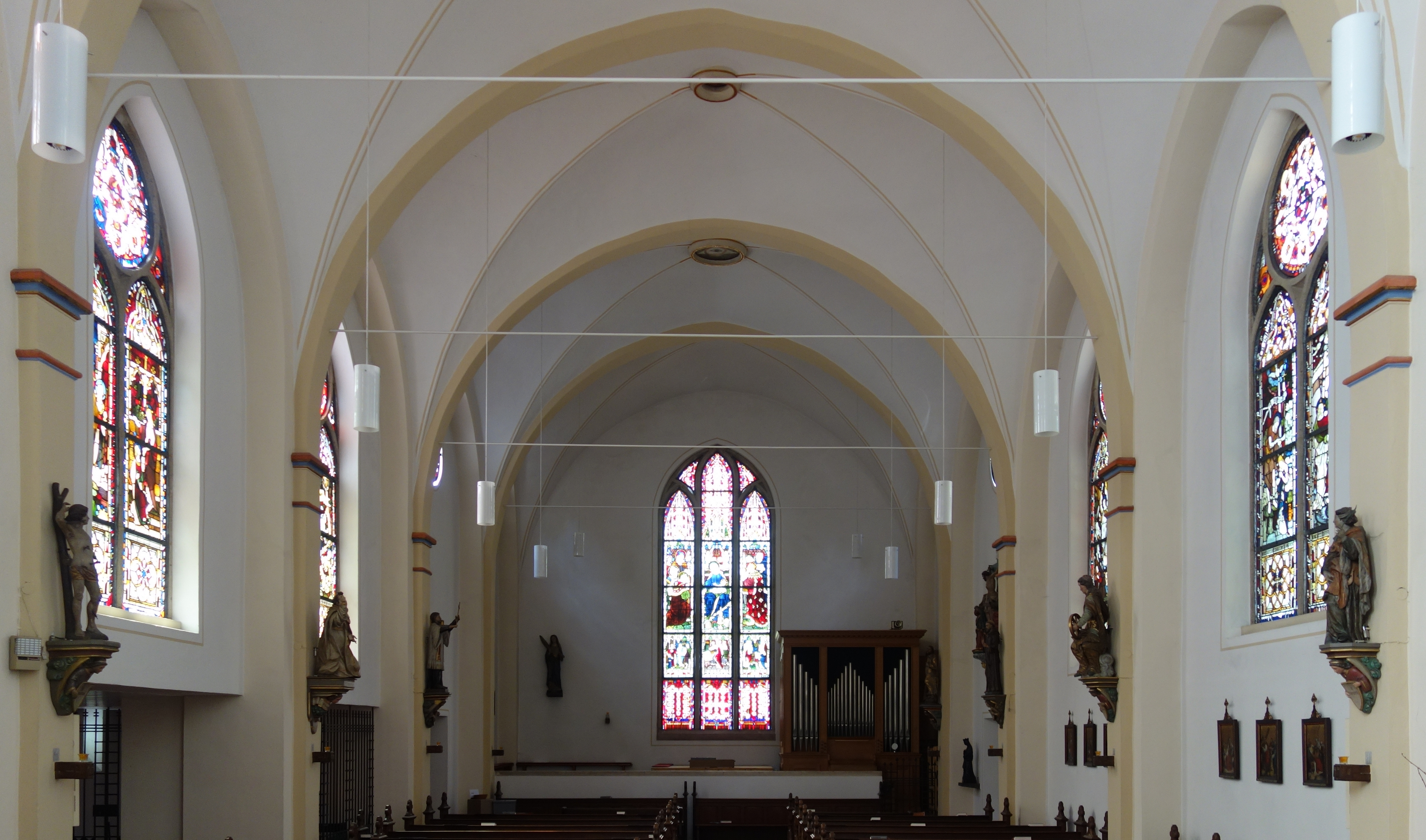
Innenraum mit Blick auf die Orgel
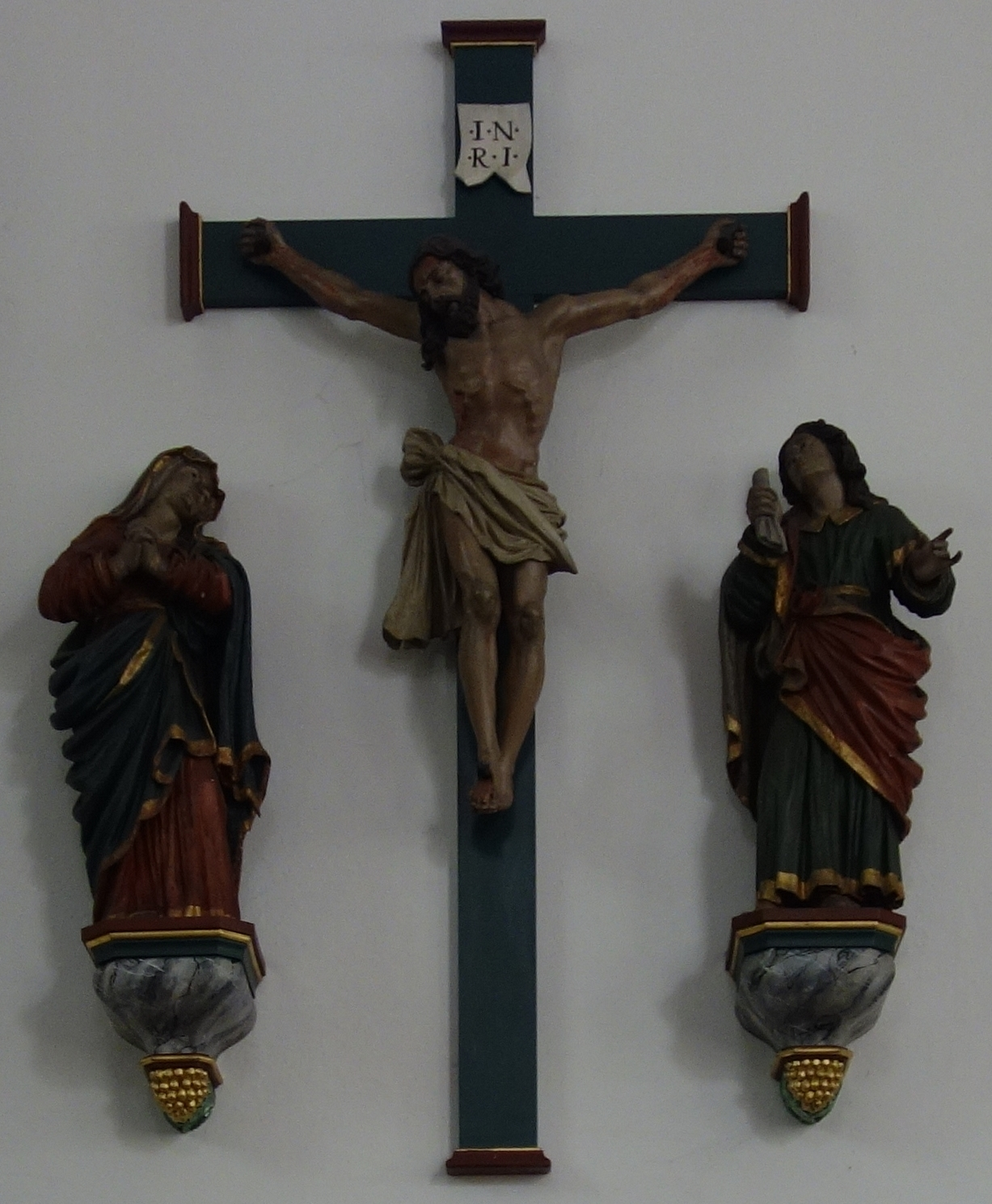
Kreuzigungsgruppe
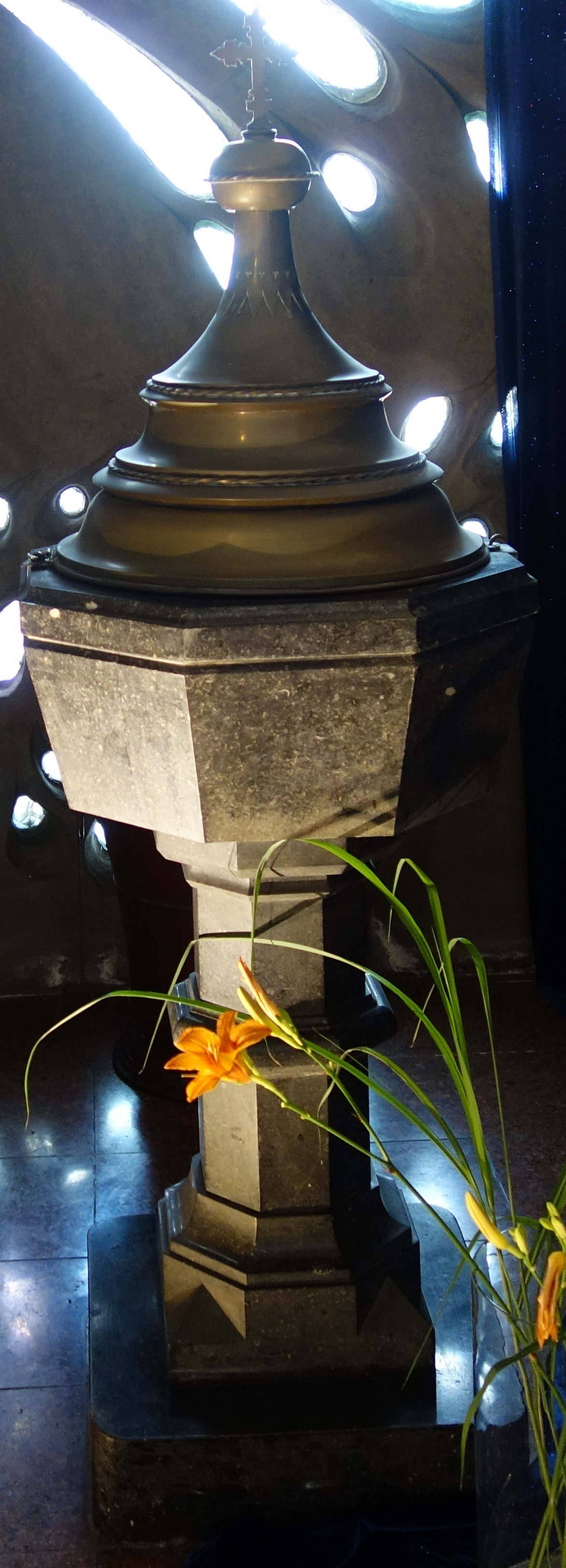
Taufbecken
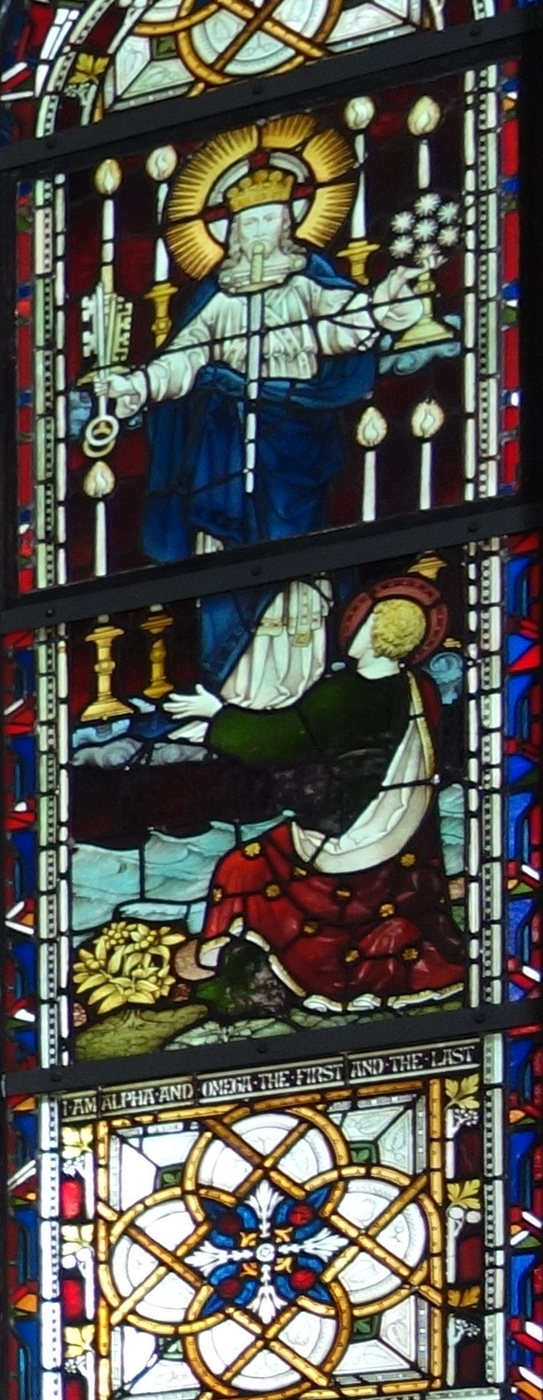
Kirchenfensterausschnitt Christus der Weltenrichter, der Anfang und das Ende
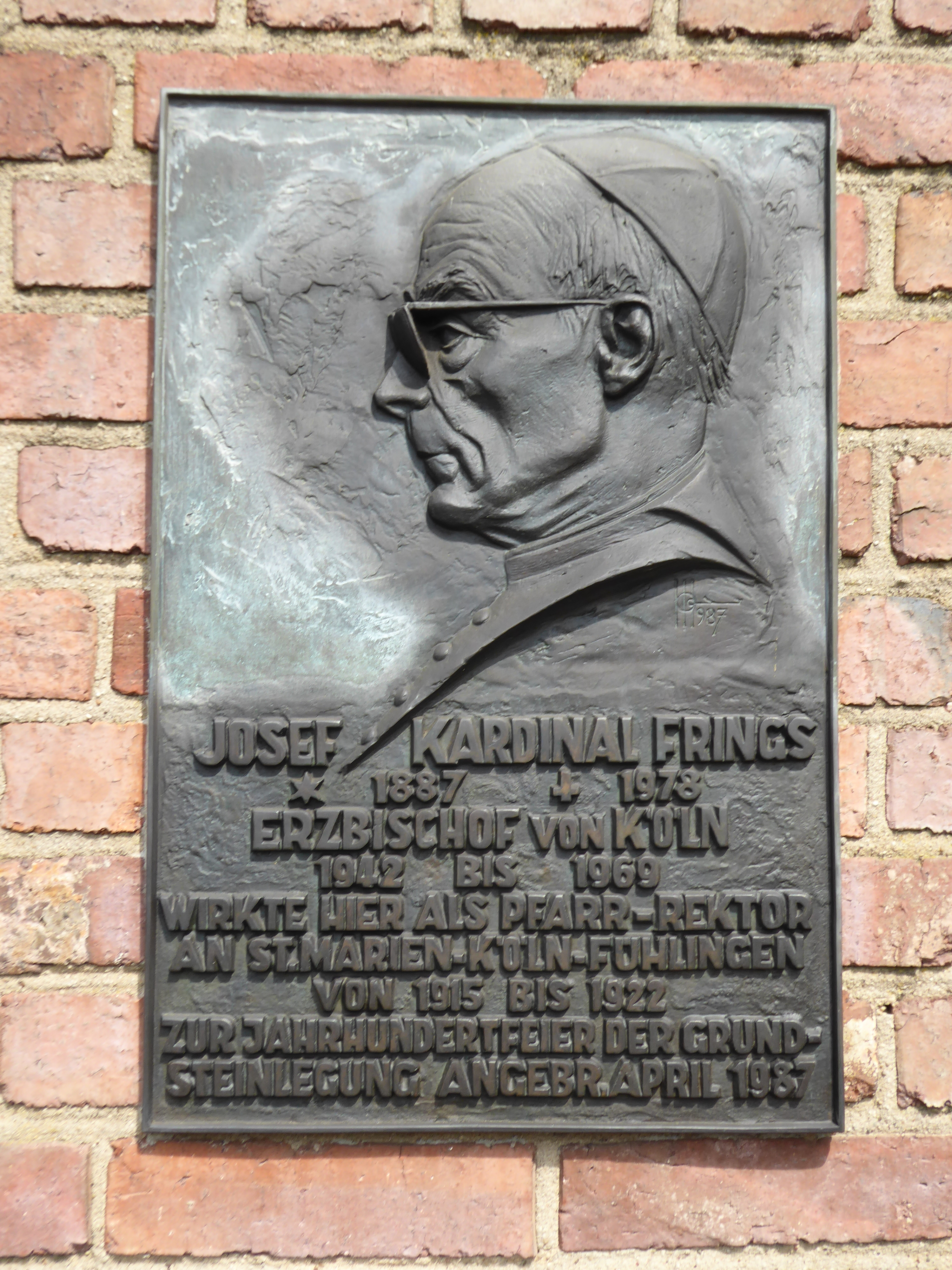
Frings-Plakette

## Denkmal
Die St.-Marien-Kirche wurde am 20. Januar 1983 unter Nr. 1306 in die Liste der Baudenkmäler im Kölner Stadtteil Fühlingen eingetragen.